# バーニング・エアラインズ
バーニング・エアラインズ(Burning Airlines)は、アメリカのロックバンド。1997年に元ジョーボックスのJ.ロビンスとビル・バーボット、元ガヴァメント・イシュー／ウールのピーター・モフェットの3人で結成。

## 略歴
ジョーボックスのドラマーであるザック・バロカス脱退後、ロビンス、バーボット、モフェットの3人はジャムを行い、モフェットを新たなドラマーに迎えての活動を模索していたが1997年にジョーボックスは解散。3人は新たにバーニング・エアラインズを結成する。バンド名はブライアン・イーノの楽曲「Burning Airlines Give You So Much More」から採られた。1998年にシングル「Carnival/Scissoring」でデビュー。1999年の1stアルバム「ミッション・コントロール!」リリース後にバーボットが脱退し、ジョーボックスのローディーだったマイク・ハービンが加入。ツアーと新作のレコーディングを行い、2001年に2ndアルバム『IDENTIKIT』をリリース。まもなくギタリスト兼キーボーディストとしてベンジャミン・ペープが加入するが2002年に解散した。

## メンバー
- J.ロビンス（J. Robbins）- ボーカル、ギター、キーボード、パーカッション
- ピーター・モフェット（Peter Moffett） - ドラムス、パーカッション、ギター
- マイク・ハービン（Mike Harbin） - ベースギター
- ベンジャミン・ペープ（Benjamin Pape） - ギター、キーボード

### 元メンバー
- ビル・バーボット（Bill Barbot） - ベースギター、キーボード

## 作品

### スタジオアルバム
- ミッション・コントロール! - Mission: Control! （1999年）
- IDENTIKIT （2002年）

### シングル
- "Carnival/Scissoring"（1998年）
- "Back of Love" （1999年） ブレイドとのスプリット
- "The Deluxe War Baby" （2000年） アット・ザ・ドライヴインとのスプリット